# 池田定興
池田 定興（いけだ さだおき）は、江戸時代後期の大名。因幡国鳥取西館新田藩（若桜藩）6代藩主。夭折のため官位はない。

## 略歴
5代藩主・池田定常（松平冠山）の長男として誕生。幼名は武次郎。悦次郎。
享和2年（1802年）11月、父が隠居したため家督を継いだ。文化（1807年）に17歳で夭折し、跡を弟の定保が継いだ。法号は良智院殿慈眼円明大居士。墓所は鳥取県鳥取市国府町奥谷の池田家墓所。